# Bistriopelma
Genre
Bistriopelma est un genre d'araignées mygalomorphes de la famille des Theraphosidae.

## Distribution
Les espèces de ce genre sont endémiques du Pérou.

## Liste des espèces
Selon World Spider Catalog (version 21.5, 04/10/2020) :
- Bistriopelma fabianae Quispe-Colca & Kaderka, 2020
- Bistriopelma kiwicha Nicoletta, Chaparro, Mamani, Ochoa, West & Ferretti, 2020
- Bistriopelma lamasi Kaderka, 2015
- Bistriopelma matuskai Kaderka, 2015
- Bistriopelma peyoi Nicoletta, Chaparro, Mamani, Ochoa, West & Ferretti, 2020
- Bistriopelma titicaca Kaderka, 2017

## Publication originale
- Kaderka, 2015 : « Bistriopelma, a new genus with two new species from Peru (Araneae: Theraphosidae: Theraphosinae). » Revista Peruana de Biología, vol. 22, no 3, p. 275-288 (texte intégral).